# Platerosida howdeni
Platerosida howdeni är en skalbaggsart som beskrevs av Linsley 1970. Platerosida howdeni ingår i släktet Platerosida och familjen långhorningar. Inga underarter finns listade i Catalogue of Life.